# Santé maternelle au Rwanda
 (avril 2023).
Les principaux aspects de santé maternelle sont les soins prénatals, les soins post-natals, la planification familiale et la préconception
Le Rwanda a institutionnalisé avec succès de la financement basé sur les résultats (FBR) pour améliorer les soins prénatals dans les plusieurs provinces du pays  .

## Livraison institutionnelle
L'accouchement en institution contribue à réduire le taux de mortalité infantile. Selon l'UNICEF la couverture de l'accouchement institutionnel est de 69% en 2006-2010 au Rwanda .

## Remarques
1. ↑  World Health Organization, Community performance-based financing to improve maternal health outcomes: Experiences from Rwanda, 2018 (lire en ligne)
2. ↑  « Statistics » [archive du 20 mars 2014] (consulté le 22 mars 2012)